# Костурско језеро
Костурско језеро (грч. Λίμνη Ορεστιάδα; Језеро Орестијада) је језеро у Грчкој.

## Положај
Налази се у округу Костур на западу периферије Западне Македоније, на северозападу Грчке.
Словени су то језеро прозвали Дабарско језеро по дабру (лат. Castor).
Грци то језеро зову Орестида/Орестијада и језеро Касторија.

## Карактеристике
Језеро лежи на 630 метара надморске висине и има површину од 28 км² и запремину од 120 милиона м3 воде. Језеро је дуго 7,5 км, а широко 5,4 км, просечне дубине око 4 м (максималне 8,5 м). Полуострво Костур на коме лежи град Костур дели језеро на два дела.
Костурско језеро је природно глацијално језеро које се формирало пре 10 милиона година, које добија воде од девет речица и потока, а излива се у најдужу грчку реку Бистрицу. Просечна температура језерске воде је 15 °C, а максимална летња 22 °C.
Језеро је добило име по горским нифмама ореаде. Поред бројних византијских цркава у самом граду Костуру, у близини језера налази се познати византијски манастир из 10. века Богородица Мавриотица (грчки: Παναγια Μαυριωτισσα, Панагиа Мавриотиса) и реконструисано неолитско насеље Диспилио, из 6. миленијума п. н. е. у коме је нађена Плоча из Диспилија 1992.

## Галерија
- Костурско језеро
- Костурско језеро
- Поглед на језеро
- Поглед на језеро